# Vincent Monnikendam
Vincent André Marie Monnikendam (Den Haag, 3 augustus 1936 – aldaar, 15 maart 2024) was een Nederlands documentairemaker.
Hij was zoon van Anna Maria Anthonia van Gendt en componist Marius Monnikendam.
Zijn eerste bekende wapenfeit is dat hij samen met drie andere jongelui een auto van Den Haag naar Amsterdam duwde; het vond plaats onder auspiciën van Comité Vluchtelingenjaar en werd vastgelegd door jongerenprogramma Mignon van AVRO. 
Zijn loopbaan op filmgebied begon in 1963; hij werd aankomend regisseur bij de Katholieke Radio Omroep. In 1966 stootte hij door naar de voorloper van de Nederlandse Omroep Stichting om er regisseur/filmproducent te worden. Daar was hij betrokken bij programma’s als Panoramiek en startte in 1975 Paspoort, een reeks over buitenlanders in Nederland. In datzelfde jaar begon hij aan een studie antropologie aan de Universiteit Utrecht, in 1987 studeerde hij af met scriptie Het tonen en het zeggen. Die studie moest en zou hem meer inzicht in menselijke gedrag verschaffen. Hij wilde in de voetsporen stappen van zijn voorbeelden Robert Flaherty (Nanouk of the North, 1922), Timothy Asch en Napoleon Chagnon. Door daarbij dicht op de huid van zijn “hoofdpersoon” te zitten legde hij tal van details uit hun het leven vast; hij was daarbij soms zijn eigen cameraman. Hij had speciale aandacht voor minderheden.
Een aantal titels:
- De drempel (1964), overgang tussen middelbare school en universiteit
- Jonge mensen in hun vrije tijd (1965): over terugloop aantal leden van jeugdorganisaties
- Rayon 69 (1982), over de Haagse wijk Molenwijk, het leverde hem de J.B. Broekszprijs op
- Lijn 6 (1983), over etnische ondernemers in den Haag
- Tiendepenning (1985), Turkse remigrantenfamilie uit Gorinchem op weg naar Turkije samengesteld uit talloze geschoten filmrollen
- Café Willy (1991)
- De illegalen (1993)
- Moeder Dao de Schildpadgelijkende (1995), documentaire samengesteld uit oud filmmateriaal (jaren tien, twintig en dertig van de 20e eeuw)  over koloniale uitbuiting; hij kreeg er een Gouden Kalf, de zilveren duif tijdens het documentairefestival in Leipzig, prijzen in Sint Petersburg en Marseille en de L.J. Jordaanprijs van het Amsterdamse Fonds voor de Kunst; het resulteerde in de oprichting van een fonds, dat financiële middelen beschikbaar zou stellen voor een film- en televisieacademie in Jakarta [4]
- Zielen van Napels (2005), documentaire voor bioscoop

Hij werd diverse malen voor zijn werk onderscheiden onder andere in 2006 tijdens een internationaal documentairefestival in Kyiv. Zijn meeste werken zijn terug te vinden in het EYE Filmmuseum en het Nederlands Instituut voor Beeld en Geluid.
Monnikendam verzette zich tegen de commercialisering van de Publieke Omroep, hij vond het “verspilling van cultureel kapitaal”.
Monnikendam overleed aan de gevolgen van een verkeersongeluk. Zijn rouwadvertentie meldde “documentair cineast en dichter”: 
Temidden van mensen ben ik gekomen temidden van hen heb ik geleefd en temidden van hen (wie en waar dan ook) verdwijn ik.